# Ротарій
Ротарій (†652), герцог Брешії, король лангобардів (636—652) з роду Арода. Сповідував аріанство.
Завоював Геную у 641 та решту візантійської Лігурії в 643. Залишив візантійцям лише Равенну. Екзарх Равенни Платон намагався повернути втрачені землі, проте його військо було розбито в 642 поблизу Модени, загинуло 8000 вояків.
Ротарій видав Edictum Rothari, який виявився першим збірником лангобардського права, написаним латиною.